# Nūghāb Chīk
Nūghāb Chīk (persiska: نوغاب چیک) är en ort i Iran.   Den ligger i provinsen Khorasan, i den östra delen av landet, 800 km öster om huvudstaden Teheran. Nūghāb Chīk ligger 2 092 meter över havet och antalet invånare är 154.
Terrängen runt Nūghāb Chīk är huvudsakligen kuperad, men söderut är den platt.Runt Nūghāb Chīk är det glesbefolkat, med 12 invånare per kvadratkilometer. Närmaste större samhälle är Naqenj, 12,4 km söder om Nūghāb Chīk. Omgivningarna runt Nūghāb Chīk är i huvudsak ett öppet busklandskap.